# 汉密尔顿流浪者职业足球俱乐部
汉密尔顿流浪者足球俱乐部（英文：Hamilton Wanderers Association Football Club），是一家以青训闻名的位于新西兰汉密尔顿的职业足球俱乐部，目前在新西兰足球锦标赛征战。

## 外部連結
- 球會網站 （页面存档备份，存于）